# Tadeusz Lewandowski (1944–2021)
Tadeusz Stefan Lewandowski (ur. 6 stycznia 1944 w Płuchowie, zm. 10 lipca 2021 w Jeleniej Górze) – polski polityk, działacz związkowy, samorządowiec, poseł na Sejm I kadencji, senator IV i VI kadencji.

## Życiorys
W 1971 ukończył technikum mechaniczne, jest także absolwentem Studium Metrologii i Systemów Jakości. Pracował w Fabryce Maszyn Papierniczych w Cieplicach. W 1980 wstąpił do NSZZ „Solidarność”. W stanie wojennym został internowany na okres od 29 sierpnia 1982 do 8 października 1982. W 1985 zwolniono go z pracy w związku z działalnością opozycyjną. Od 1986 do 2003 był zatrudniony w firmie telekomunikacyjnej, jako kierownik działu produkcyjnego, a od 2001 jako specjalista do spraw jakości. W 2003 przeszedł na świadczenie przedemerytalne.
W latach 1989–1992 przewodniczył zarządowi regionu NSZZ „Solidarność” w Jeleniej Górze. Z listy związkowej sprawował mandat posła I kadencji. W 1994 został wybrany na radnego Jeleniej Góry i powołany na stanowisko wiceprezydenta tego miasta. Pełnił także funkcję senatora IV kadencji z ramienia Akcji Wyborczej Solidarność. W 2001 bezskutecznie ubiegał się o reelekcję jako kandydat komitetu Blok Senat 2001. Działał w Ruchu Społecznym AWS.
W 2005 ponownie uzyskał mandat senatora z ramienia Prawa i Sprawiedliwości w okręgu legnickim. Później wstąpił do tej partii. W wyborach parlamentarnych w 2007 bez powodzenia ubiegał się o reelekcję. W 2010 i w 2014 uzyskiwał mandat radnego sejmiku dolnośląskiego. W 2011 ponownie kandydował bezskutecznie do Senatu, przegrywając z Józefem Piniorem. W 2014 kandydował także bez powodzenia na prezydenta Jeleniej Góry (zajął 3. miejsce spośród 9 kandydatów). W 2015 wystartował natomiast z listy Prawa i Sprawiedliwości do Sejmu. W 2018 nie ubiegał się o reelekcję w wyborach samorządowych.
Został pochowany 13 lipca 2021 na cmentarzu przy ul. Krośnieńskiej w Jeleniej Górze.

## Odznaczenia
W 2013 otrzymał Krzyż Wolności i Solidarności, a w 2019 Złoty Krzyż Zasługi. W 2021 został pośmiertnie odznaczony Krzyżem Oficerskim Orderu Odrodzenia Polski.

## Życie prywatne
Syn Kazimierza i Stefanii. Był żonaty, miał dwoje dzieci.